# 斑鰭真小鯉
斑鰭真小鯉（學名：Cyprinella spiloptera）為輻鰭魚綱鯉形目雅羅魚科真小鯉屬的其中一種，分布於北美洲加拿大魁北克省、安大略省的五大湖、聖勞倫斯河到美國維吉尼亞州的波托馬克河流域、向西至北達科他州，以及向南到阿拉巴馬州和奧克拉荷馬州東部地區流域，體長可達12公分，棲息在岩石底質的溪流及水潭，繁殖期在6月中旬持續到8月中旬，成年雌魚將卵產在岩石和水下原木或根部的小裂縫中，卵通常在大約5天內孵化，平均壽命約2年，以水生昆蟲及有機碎屑為食。

## 扩展阅读
維基物種上的相關：斑鰭真小鯉